# Sikorsky S-16
Sikorski S-16 (en ruso: Сикорский С-16), también llamado RBVZ S-XVI, era un avión biplano monomotor para el Imperio Ruso diseñado por ígor Sikorski y construido por la fábrica de vagones Ruso-Balt (RBVZ) en 1915, durante la Primera Guerra Mundial. Inicialmente diseñado como avión de entrenamiento para los pilotos de los bombarderos Sikorski Iliá Múromets, sirvió también como caza de escolta y como avión de reconocimiento. Fue el único y primer caza de diseño nacional que pudo crear y producir por sí mismo el imperio ruso. 
El primer prototipo construido en Petrogrado hizo su primer vuelo el 6 de febrero de 1915 con un motor rotativo francés Gnome et Rhône de 80 CV. Dos prototipos más se entregaron posteriormente para empezar a operar con el bombardero para su prueba y evaluación por parte de la Flota Aérea Imperial Rusa. El 17 de diciembre de 1915, el gobierno hizo un pedido de 18 aviones, entregados a principios de 1916 y otro pequeño lote en 1917. La primera batalla en la que participó el S-16 tuvo lugar en abril de 1916 en Galitzia, y pocos días después el avión obtuvo su primera victoria aérea al derribar un avión de reconocimiento austriaco. Los S-16 sobrevivieron a la revolución rusa de 1917 y algunas unidades continuaron operativas con la Fuerza Aérea Soviética hasta 1923.

## Desarrollo

### Antecedentes
Anteriormente, la aviación naval rusa utilizaba un pequeño hidroavión Sikorski S-5A como avión de entrenamiento. Para formar pilotos, Sikorski construyó el biplano Sikorski S-8. Ambos aviones eran básicamente idénticos en diseño, y solo se diferenciaban en la ubicación de los asientos de los pilotos. En el S-5A se colocaron uno tras otro, y en el S-8 se instalaron uno al lado del otro. Se planeó construir cinco biplanos de entrenamiento y un S-8 de entrenamiento para la flota. Sin embargo, ambos prototipos se construyeron en 1912 y ya se habían vuelto obsoletos dos años después por la velocidad que estaba avanzando la aviación. Era necesario el desarrollo de un biplano de entrenamiento de alta velocidad y fundamentalmente nuevo.La flota de aviones de Rusia, que en agosto de 1914 consistía principalmente en monoplanos franceses Nieuport, estaba lastrada por la falta de seguridad por fallos técnicos.

### Inicio del prototipo
La Junta de RBVZ y su presidente, Mijaíl Shidlovski, puso al cargo del proyecto como diseñador jefe a Sikorski para un avión ligero que debía cumplir con los nuevos requisitos. Dado que el diseñador jefe se dedicaba principalmente a su gran éxito, el avión pesado el Sikorski Iliá Múromets, repartió en sus socios más cercanos la carga de trabajo.
Para el desarrollo y los vuelos de pruebas, se hizo cargo el teniente de la Armada Imperial Rusa Georgi Lavrov, amigo de la infancia y un leal aliado de Sikorski, un piloto experimentado y inventor. El asistente principal en el diseño fue su colega en la Sociedad de Aeronáutica de Kiev, Anatoli Serebrennikov. Estuvo a cargo de la oficina técnica del Departamento Aeronáutico de RVVZ. Sikorski preparó solo bocetos generales, diseño, cálculo de peso y bocetos de algunas de las partes principales del nuevo aparato. La investigación sobre la aerodinámica del nuevo avión fue realizada tanto por Sikorskyi en un pequeño laboratorio experimental, y con el liderazgo de Vasili Slesarev en el laboratorio aerodinámico más grande de Rusia en la Universidad Politécnica de Petrogrado.
El proyecto S-16 fue desarrollado en octubre de 1914. Hasta cierto punto sirvió como prototipo básico de partida el pequeño avión Sopwich Tabloid fabricado en el Reino Unido. Este avión era muy popular por su participación en competiciones internacionales y su capacidad de alcanzar una alta velocidad comparado a sus rivales. Los militares de varios países se interesaron en aviones de este tipo, para utilizarlos a modo de la llamada caballería, es decir, pequeños aviones de alta velocidad deberían aparecer repentinamente en el área donde está el enemigo, realizar las observaciones necesarias y entregar rápidamente los datos recopilados. Entre 1914 y 1915, se construyeron muchos aviones tipo Tabloide en diferentes países. Sin embargo, debido a la pequeña carga útil, estos pequeños aviones no lograron mucho éxito pero sirvieron como base para la creación de toda una clase de cazas biplanos monoplaza que existieron hasta la Segunda Guerra Mundial.
Por analogía para el S-16, se eligió el esquema general de un avión biplano de líneas simples y una configuración de dos asientos de piloto ubicados en una cabina pequeña.. El diseño de las partes y detalles del S-16 fue desarrollado por Sikorski sobre la base de su propia experiencia en la creación de aviones, principalmente biplanos ligeros S-5A, S-8 y S-10 (las últimas modificaciones del S-10 diferían del primer S-16 principalmente solo en tamaño). A diferencia del Tabloide británico, el control lateral en el S-16 era proporcionado, como en todos los vehículos Sikorski era mediante alerones, y no por flexión de las alas (goshing).

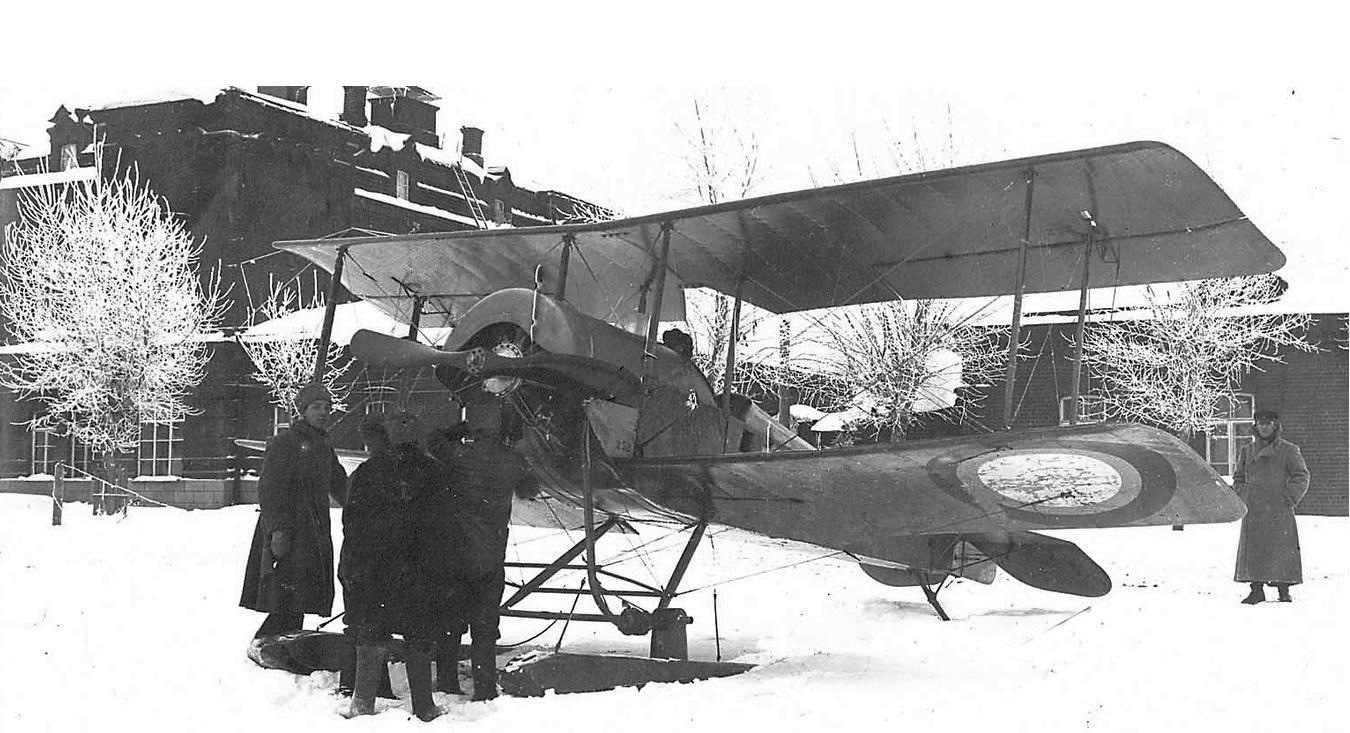
Un Sikorski S-16 sobre patines para la nieve.

La construcción de tres aviones experimentales S-16 se inició en los talleres del departamento aeronáutico de RBVZ en Petrogrado, en noviembre de 1914. El primero de ellos, que el número de serie 154, estuvo listo en enero de 1915. El departamento naval ruso, que estaba satisfecho con el trabajo de Sikorski y el avión S-8, asignó un motor de 80 CV para el avión y ayudó a entregar el aparato a Tallin a Georgi Lavrov para probar el avión en vuelo. Sin embargo, no fue posible en febrero ya que el aeródromo estaba cubierto de mucha nieve y el avión no estaba equipado con esquís.

### Primera Guerra Mundial
Con el estallido de la Primera Guerra Mundial, el pedido de aviones ligeros de Sikorski estaba bajo amenaza por la falta de motores. Las importaciones de motores o fuselajes desde Francia y Reino Unido necesarios por la incapacidad de la industria nacional para la construcción de aviones se interrumpieron, tras la batalla de Somme. El Imperio ruso carecía de fábricas propias de motores de aviación, y unos pocos se fabricaban en una sucursal francesa de Gnome et Rhône en las cercanías de Moscú. En noviembre de 1914, la Junta de RBVZ planteó una propuesta para reemplazar los aviones S-10A y S-11A pedidos por el número correspondiente de aviones S-12 y S-16, diseñados para motores Gnome de ochenta caballos de vapor producidos por la sucursal de la empresa francesa en Moscú.
En diciembre de 1914, por orden del emperador Nicolás II, se creó el Escuadrón Aéreo (EVK) al norte de Varsovia en Yablona, con aviones bombarderos Iliá Múromets. El primer escuadrón de bombarderos en la historia de la aviación. Con el objetivo de crear una formación de pilotos efectiva para los bombarderos, comenzaron a ensamblar aviones ligeros fabricados por RBVZ. Shidlovskii ordenó al departamento aeronáutico del RBVZ  enviar otros dos S-16 experimentales a Yablona. Los aviones con números de serie 155 y 156 fueron enviados al escuadrón el 6 y 19 de marzo, respectivamente, junto con los aviones Iliá Múromets, S-10 y S-12. Llegaron al Escuadrón, como el número 154, sin motores.

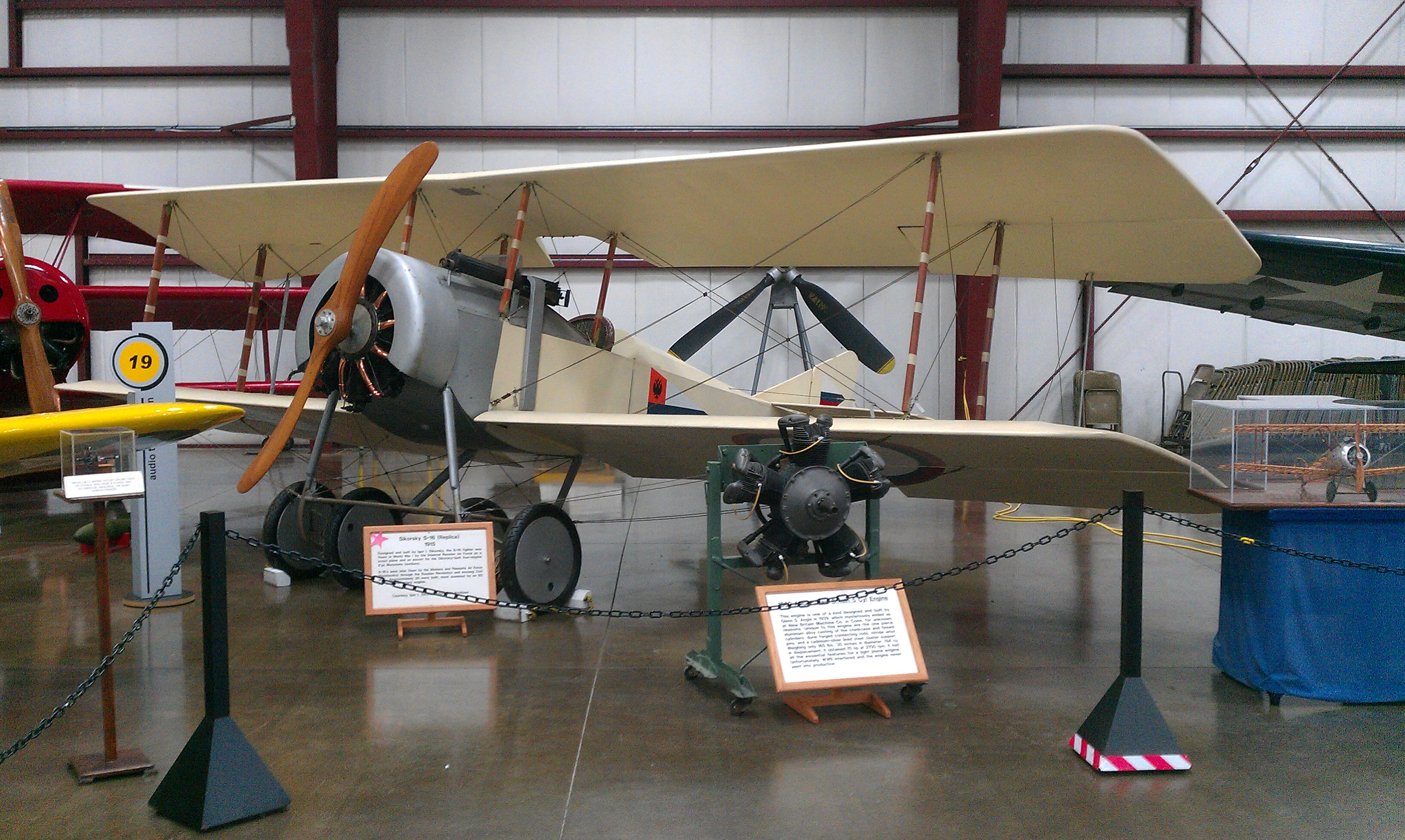
Réplica de un Sikorsky S-16.

El primer S-16 número 154 con los aparatos 155 y 156 diferían en el diseño de las alas. Si 154 tenían una ligera inclinación, luego en los otros dos aviones las alas eran rectas con una gran V transversal. La envergadura de todas las aeronaves era aproximadamente la misma y los capós de sus motores tenían característicos pómulos carenados. Para estos tres primeros S-16, se obtuvieron motores. Fueron tomados de entre los recibidos de los almacenes centrales enviados a la escuela del escuadrón a principios de 1915. Se instalaron los motores de Gnome de 80 hp para los aviones 154 y 155, y para el 156 se instaló uno de los primeros motores de aviones rusos Kalep con una potencia inferior de 60 hp. La menor potencia no prevista provocó la necesidad de reelaborar el S-16 número 156. La envergadura del ala superior fue aumentada considerablemente (más de 10 metros), por lo que la superficie del ala aumentó en más de cuatro metros cuadrados. Se suprimieron los alerones del ala inferior y se ampliaron en el superior.
Comenzaron a funcionar durante el verano de 1915, principalmente para la formación de pilotos, otro de los graves problemas de la fuerza aérea. En general, las críticas sobre el S-16 fueron muy buenas. En general las críticas fueron buenas, era maniobrable, alcanzaba una alta velocidad de hasta 144 kilómetros por hora y capaz de ascender hasta 1000 metros en 4 minutos.
La fábrica de RBVZ recibió el 21 agosto un pedido de 18 aviones S-16 y el 24 de octubre de 1915 firmó el contrato número 24130 para 18 aviones propulsados por motores Ron o Gnome de 80 o 100 CV, así como 18 juegos principales y 3 adicionales de repuestos. El conjunto de repuestos incluía, de hecho, todas las partes principales del avión. El coste sería 9.500 rublos por cada avión y 4.500 y 7.300 rublos por cada juego de piezas de repuesto, respectivamente. Los motores y hélices de los dispositivos también serían suministrados. 
El departamento aeronáutico de RBVZ, renombrado en mayo de 1915 como Planta Aeronáutica Ruso-Báltica (a menudo abreviado como Avia-Balt), comenzó en septiembre de 1915 a prepararse para la producción. Sikorski realizó una serie de cambios menores en el diseño de aviones de producción en serie en comparación con los experimentales, como cambiar la forma de la cola o el área de las alas. Además, eran frecuentes los problemas de suministro de productos y componentes semiacabados como tubos de acero y latón, chapa de acero, ruedas, pernos, etc., muchos de los cuales se entregaban desde el extranjero, principalmente de Suecia. En este sentido, tuvieron que rediseñar urgentemente algunas de las piezas y por ello, debido a los cambios introducidos, el peso del avión de producción variaba, oscilando 415 y 423 kilogramos. Además repetidas huelgas de trabajadores dificultaban el ritmo en la fábrica.
Si a mediados de 1915 se suponía que el «pequeño Sikorski», como a veces se llamaba al S-16, se utilizaría principalmente como avión de entrenamiento para pilotos, así como aviones de reconocimiento, a fines de este año, su uso se describió también como aviones de caza para proteger contra las incursiones de la flota aérea enemiga. Así la mayoría de los S-16 se convirtieron en un caza clásico de un solo asiento, el primer diseño ruso de avión de combate.

## Operadores
Los S-16 construidos durante 1916 y 1917 sirvieron principalmente en la flota del Imperio ruso y, tras la revolución rusa, principalmente en Rusia y al menos una unidad en Ucrania, algunas unidades sobrevivieron hasta 1923.
- Flota Aérea Militar Imperial
- Fuerza aérea de la RSFS de Rusia
- Fuerza aérea de la República Popular Ucraniana
- Fuerza Aérea Soviética

## Características

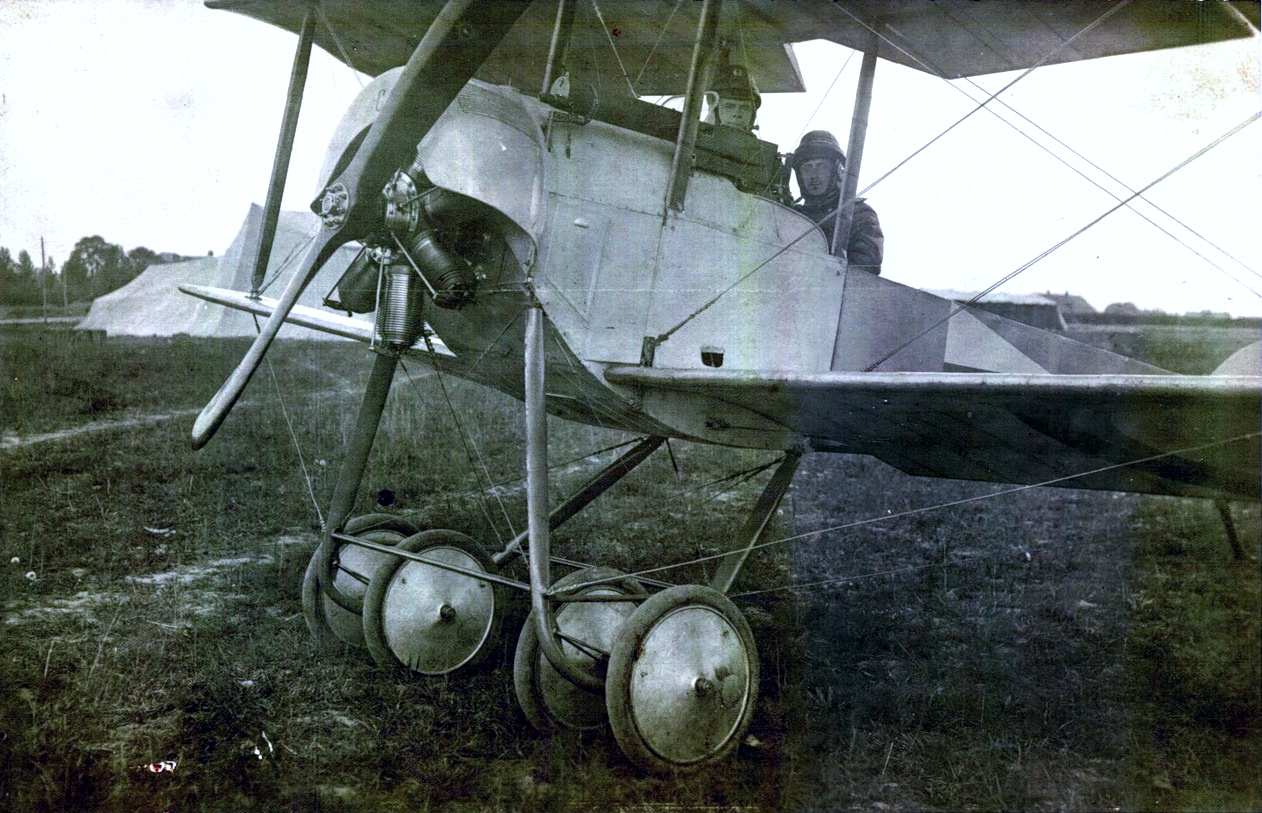
Foto de un S-16, en la parte inferior el tren principal con cuatro ruedas. Esta armado con una ametralladora justo en frente del piloto.

Referencia datos: New England Air Museum

### Características generales
- Tripulación: 1 piloto
- Longitud: 6,2
- Envergadura: 8,4
- Altura: 2,8
- Peso vacío: 408 kg (899,2 lb)
- Peso máximo al despegue: 676 kg (1489,9 lb)
- Planta motriz: 1× motor rotativo Gnome et Le Rhone de 9 cilindros.
  - Potencia: 60 kW (80 HP; 81 CV) a nivel del mar
- Hélices: 1× bipala de madera de paso fijo por motor.

### Rendimiento
- Velocidad máxima operativa (Vno): 120 km/h (75 MPH; 65 kt)
- Alcance: 201 km (125 nmi; 125 mi)
- Alcance en combate: km
- Techo de vuelo: 3500 m
- Régimen de ascenso: 16,6 m/s

### Armamento
- Ametralladoras:  1 ametralladora Maxim, Vickers o Colt de 7.7 mm

### Fuselaje y planos
El avión biplano estaba construido el armazón del fuselaje con madera, tenía un asiento para el piloto y a veces estaba equipado con un asiento para un observador en la parte trasera, cuya presencia en este tipo de aeronave no se consideraba obligatoria. El fuselaje estaba revestido de una plancha de aluminio en la parte delantera, y de tela. El ala superior con una V transversal estaba desplazada y su envergadura era mayor que la del inferior, el espacio entre las alas era de aproximadamente un metro y medio. Los alerones de un área relativamente grande se ubicaron solo en el ala superior.

### Mandos y tren de aterrizaje

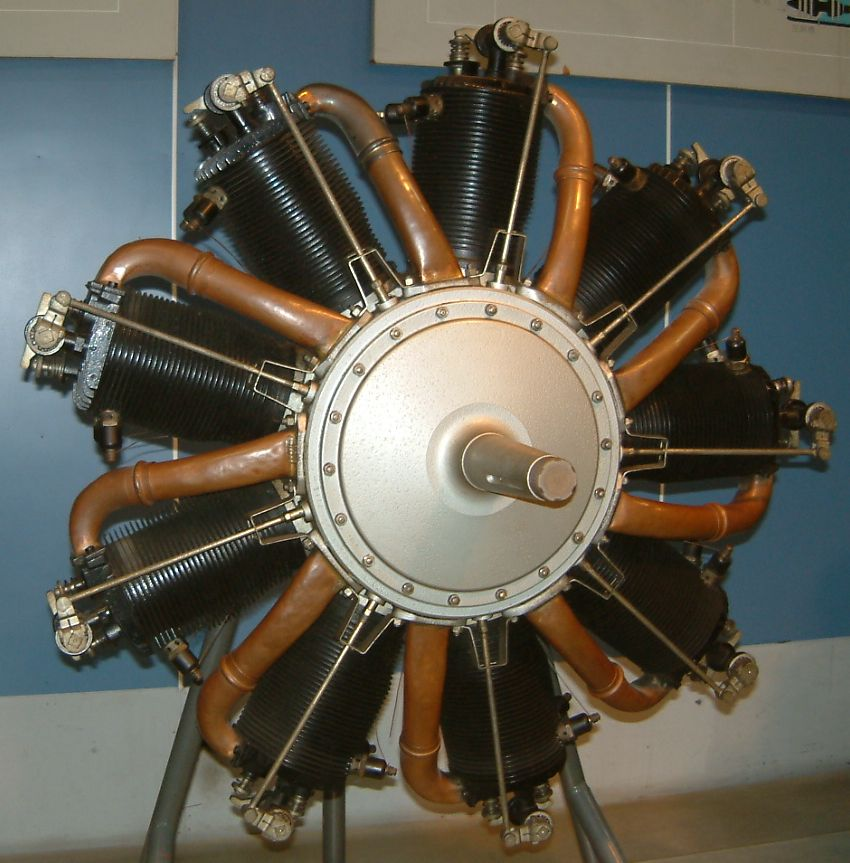
Motor rotativo francés Le Rhone 9C, muy habitual en los aviones de la Primera Guerra Mundial.

El S-16 era relativamente fácil de controlar o maniobrar, con un volante de aluminio y pedales de latón, algo poco habitual en los aviones pequeños. A ambos lados del piloto estaban los controles del motor, ubicado en la parte delantera era de tipo rotativo sobre un eje largo y encima estaba cubierto por una campana semicircular de aluminio. Generalmente tenía un tren de aterrizaje con ruedas y una unidad de cola convencional sin rueda.  El tren de aterrizaje delantero tenía cuatro ruedas para poder utilizar los terrenos húmedos como pistas de despegue y aterrizaje, además durante el invierno se podían equipar en su lugar con un par de esquís o patines para cuando esos campos empapados estaban congelados. Al menos un S-16 construido en 1916 estaba montado sobre dos flotadores para ser utilizado como hidroavión.

### Motorización
La producción en serie del caza, iniciada ya durante la guerra, tuvo continuamente problemas por la falta de material por lo que cuando fue necesario se rediseñó partes del avión para no parar su producción. Un S-16 fue equipado experimentalmente con el motor ruso Kalep de 60 hp, básicamente una copia local del motor de Gnome et Rhône de nueve cilindros con una potencia de 80 hp. En el avión con motor Kalep, las superficies superiores del ala aumentaron de tamaño para proporcionar mayor sustentación y así compensar la reducción de la potencia del motor. Otras modificaciones estructurales incluyeron, aletas curvas y timones, algunos tenían alerones acoplados en las alas superior e inferior, y otros tenían alerones solo en el ala superior. En el avión S-16 utilizó también hélices de dos palas encoladas de madera maciza de varios tipos, con diferentes relaciones entre diámetro y paso, producidas por diferentes fábricas.

### Combustible y aceite
El sistema de combustible y el sistema de aceite consistían en un tanque de aceite, un tanque principal de latón para 80 litros de combustible principal, tuberías y una bomba y una bomba de transferencia. El suministro de combustible completo proporciona un vuelo de más de tres horas. Un tanque de combustible de repuesto plano de latón de 15 litros estaba ubicado debajo de los asientos del piloto y observador, tenía un cuello de llenado con un filtro en la parte trasera y estaba equipado con un dispositivo para bombear combustible al tanque principal. Las líneas de petróleo y gas eran de cobre.

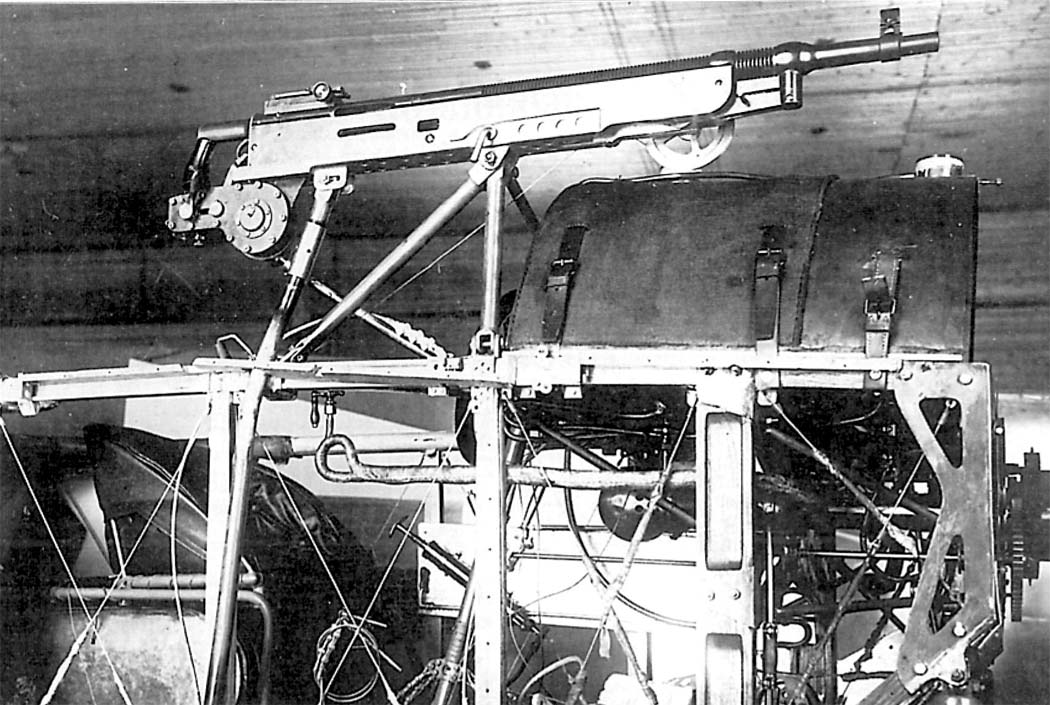
Foto del mecanismo sincronizador de la ametralladora Colt en el S-16.

### Sistema de armas
El caza estaba equipado normalmente con una o dos ametralladoras. En el lado izquierdo del fuselaje estaba la principal y con una posición fija, originalmente una ametralladora rusa Maxim y más tarde importadas de Vickers y Colt. El S-16 fue uno de los primeros aviones en tener un mecanismo sincronizador o «dispositivo para disparo automático a través de una hélice», costando cada mecanismo mil rublos.. Diseñado a finales de 1915 por el oficial y piloto ruso Georgi Lavrov, amigo de Sikorski, el sistema de diseño muy simple permitía disparar una ametralladora a través del paso de la hélice de dos palas instalada delante de forma coordinada. Gracias al sincronizador aumentaba la velocidad y potencia de fuego frente a los dispositivos anteriores que además limitaban la potencia de las hélices. Sin embargo, la sincronización dejaba mucho que desear; con frecuencia, los pilotos tuvieron que abortar la misión de combate debido a un mal funcionamiento.  
Si se montaba una segunda ametralladora, su instalación estaba donde toma asiento el observador, detrás del piloto. Por lo general, se trataba de carabinas danesas Madsen, de fabricación rusa o austriaca. Algunas unidades fueron armados con una ametralladora Lewis adicional montada en el centro del ala superior. 
En 1916 se fabricó un lote de bombas de 900 gramos para el S-16.  

## Réplicas
- Hay una maqueta en escala real -con un motor auténtico de 80 CV Gnome et Rhone y una ametralladora Vickers -en el Museo del Aire de Nueva Inglaterra (New England Air Museum), en Windsor Locks, Connecticut.[4]